# 1963 en littérature
| Années de la littérature : 1960 - 1961 - 1962 - 1963 - 1964 - 1965 - 1966    |
| Décennies de la littérature : 1930 - 1940 - 1950 - 1960 - 1970 - 1980 - 1990 |

Cet article présente les faits marquants de l'année 1963 en littérature.

## Événements
- 11 février : Suicide au gaz de la poétesse et écrivaine américaine Sylvia Plath, chez elle, à 30 ans. L'opinion s'est déchirée et se déchire encore sur les véritables raisons de son suicide.

## Parutions

### Essais
- Fernand Braudel, La Grammaire des civilisations.
- Robert Charroux, Histoire inconnue des hommes depuis cent mille ans, éd. Robert Laffont. Ufologie.
- Dalaï-Lama, Ma terre et mon peuple, éd. John Didier.
- Gilles Deleuze, La Philosophie critique de Kant, éd. Presses universitaires de France.
- Bernardine Melchior-Bonnet, La conspiration du Général Mallet
- Kwame Nkrumah, Africa Must Unite.
- Georges Poulet, L'Espace proustien, éd. Gallimard.

### Poésie
- Louis Aragon : Le Fou d'Elsa.
- Messaour Boulanouar, La meilleure force.

### Publications
- Claude Dervenn : Les Baléares, éd. Horizons de France, coll. Visages du monde (février), 149 pages.
- Gaston Bonheur, Qui a cassé le vase de Soissons ?, éd. Robert Laffont

### Romans

#### Auteurs francophones
- Jean Dutourd : Les Horreurs de l'amour (Gallimard)
- Jean-Marie Gustave Le Clézio : Le Procès-verbal, éd. Gallimard, coll. Le Chemin. Prix Renaudot.
- Marcel Pagnol : Jean de Florette.
- Marcel Pagnol : Manon des sources.
- Jean Pélégri, Le Maboul
- Yves Régnier, Les Ombres, Grasset.
- Jorge Semprún, Le Grand Voyage
- Pierre Boulle, La Planète des singes

#### Auteurs traduits
- Alexandre Soljenitsyne (russe) : Une journée d'Ivan Denissovitch, publié en France en février.

#### Nouvelles
- Anne Hébert, Le Torrent (édition augmentée), HMH, Canada.

### Théâtre
- 15 janvier : La Robe mauve de Valentine, pièce de Françoise Sagan.
- 21 mars : Première mondiale de Lumières de bohème de Ramón María del Valle-Inclán, à Paris, sous la direction de Georges Wilson.
- 2 mai : Georges Wilson succède à Jean Vilar à la direction du Théâtre national populaire.
- 21 octobre : Oh les beaux jours, de Samuel Beckett est créée à Paris.
- 24 juin : Zoo ou l'Assassin Philanthrope, Vercors

## Récompenses et prix littéraires
- Georges Séféris reçoit le prix Nobel de littérature.
- Prix Goncourt : Quand la mer se retire de Armand Lanoux
- Prix Femina : La Nuit de Mougins de Roger Vrigny
- Prix Renaudot : Le Procès-verbal de Jean-Marie Gustave Le Clézio
- Prix Médicis : Un chat qui aboie de Gérard Jarlot
- Prix Interallié : La Bête quaternaire de Renée Massip
- Grand prix du roman de l'Académie française : La Révolution de Robert Margerit
- Prix des libraires : Les Cartes du temps de José Cabanis
- Prix des Deux Magots : L'Enfant et le Harnais de Jean Gilbert
- Grand prix de littérature du Conseil nordique : Väinö Linna, Söner av ett folk.
- Prix Hugo du meilleur roman : Le Maître du Haut Château de Philip K. Dick
- Création du Prix Littré : Les Passants de Jacques Chauviré
- Voir la liste des Prix du Gouverneur général 1963.

## Principales naissances
- 31 janvier : Gong Ji-young, auteure sud-coréenne
- 6 mars : Éric Denécé, auteur  français († 12 juin 2025).
- 25 juin : Yann Martel, écrivain canadien.
- 3 juillet : Linda Lê, écrivaine française d'origine vietnamienne.
- 15 octobre : Francisco Casavella (pseudonyme de Francisco García Hortelano), écrivain espagnol, lauréat du Prix Nadal 2008.

Date non-précisée :
- Décembre : Éric Faye, écrivain français.
- Mixalis Spengos, écrivain grec.
- Vicente Gallego, poète espagnol.
- Daniel Micka écrivain tchèque.

## Principaux décès
- 11 février : Sylvia Plath, poétesse et écrivaine américaine, (° 27 octobre 1932).
- 15 août : Vsevolod Ivanov, écrivain soviétique, (° 24 février 1895).
- 11 octobre : Jean Cocteau, poète français, 74 ans
- 22 novembre : Aldous Huxley, écrivain britannique, (° 26 juillet 1894).
- 22 novembre : C.S. Lewis, écrivain irlandais, (° 29 novembre 1898).